# Theodor Hartwig (Politiker)
Karl Theodor Hartwig (* 4. April 1878 in Xions; † 24. August 1948 in Magdeburg) war ein deutscher Gewerkschafter und Politiker (SPD).

## Leben
Nach dem Besuch der Volksschule absolvierte Hartwig eine Fleischerlehre, die er mit der Gesellenprüfung abschloss. Im Anschluss arbeitete er als Fleischergeselle und wurde von 1901 bis 1907 als Fabrikarbeiter beschäftigt. Über seinen Beruf gelangte er zum Fabrikarbeiterverband (FAV), für den er von 1903 bis 1907 ehrenamtlich tätig war, zunächst als Vorstandsmitglied der Filiale in Harburg, dann als Vorsitzender der Filialen in Winsen (Luhe), Buchholz und Buxtehude. Von November 1907 bis Dezember 1912 übte er seine Gewerkschaftstätigkeit hauptberuflich aus und war als Angestellter Geschäftsführer und Agitationsleiter des FAV für Ostpreußen in Königsberg. Er trat 1903 in die SPD ein, war von 1910 bis 1912 Stadtverordneter in Königsberg und von 1913 bis 1918 Parteisekretär für den SPD-Bezirk Posen mit Sitz in Bromberg. In Bromberg war er gleichzeitig Mitglied im Vorstand des dortigen Konsumvereins. Von 1915 bis 1918 nahm er als Soldat am Ersten Weltkrieg teil.
Hartwig wirkte von 1918 bis 1933 als Parteisekretär für den SPD-Bezirk Pommern mit Sitz in Stettin. Außerdem war er seit 1920 Mitglied des zentralen Parteiausschusses der Sozialdemokraten. Des Weiteren übernahm er verschiedene Ehrenämter in der Arbeiterbewegung. Er war von 1919 bis 1921 Mitglied der Preußischen Landesversammlung und wurde anschließend in den Preußischen Landtag gewählt, dem er bis 1933 angehörte. Er vertrat im Parlament den Wahlkreis 6 (Pommern) und war hier Vorstandsmitglied der SPD-Landtagsfraktion. Darüber hinaus fungierte er von 1924 bis 1933 als Gauvorsitzender des Reichsbanners Schwarz-Rot-Gold für Pommern.
Nach der Machtübernahme der Nationalsozialisten und dem Verbot der SPD wurde Hartwig kurzzeitig in „Schutzhaft“ genommen. Im Juni 1933 emigrierte er in die Tschechoslowakei und von dort im Mai 1938 nach Schweden. Während seiner Emigration hielt er Kontakte zu Sozialdemokraten, Gewerkschaftern und Kommunisten. 1947 kehrte er nach Deutschland zurück und ließ sich in Magdeburg nieder. Dort wurde er Mitglied der SED.